# Монополия
Монопо́лия (от др.-греч. μόνος «один» + πωλέω «продаю») — организация, которая осуществляет контроль над ценой и объёмом предложения на рынке и поэтому способна максимизировать прибыль, выбирая объём и цену предложения, либо исключительное право, связанное с авторским правом, патентом, торговым знаком или с созданием государством искусственной монополии. Стоит отметить, что многие экономисты, например представители австрийской школы, не считают осуществление контроля над ценой и объёмом предложения характерными особенностями монополии.
Прибыль от господствующего положения на рынке в долгосрочной перспективе может превысить убыток от применения стратегии демпинга или других способов захвата рынка. В пределе, при захвате всей отрасли какого-либо блага, выпуск такого монополиста будет выпуском всей отрасли, а предложение этой фирмы будет предложением всей отрасли. Контроль рынка крупной компанией-монополистом может достигаться за счёт того, что на рынке более не существует компаний с таким же капиталом, компаний, которые могли бы производить товары и/или предоставлять услуги в том же объёме, что и компания-монополист. Во многих странах приняты законы для охраны конкуренции и созданы антимонопольные службы.

## Факторы монополизации
Причины возникновения монополий:
1. Желание получать монополистическую прибыль — прибыль выше средней, возможную в результате того, что потребитель лишён альтернативы.
2. Высокая доля постоянных издержек, которые требуют одномоментных крупных вложений создания бизнеса и в случае появления конкуренции не окупаются[8].
3. Законодательные барьеры для осуществления деятельности (лицензирование, сертификация).
4. Внешнеэкономическая политика. Она направлена на защиту рынка от иностранной конкуренции с целью поддержать отечественные субъекты (включает: обложение пошлинами иностранных товаров, ограничение ввоза или запрет).
5. Поглощение и слияние фирм (когда более крупная покупает более мелкую фирму, устраняя конкуренцию на рынке).

## Виды монополий
- Естественная монополия (железная дорога, системы водоснабжения) — предприятия, объединённые единой сбытовой организацией, состояние товарного рынка, при котором удовлетворение спроса на этом рынке эффективнее в отсутствие конкуренции в силу технологических особенностей производства (в связи с существенным понижением издержек производства на единицу товара по мере увеличения объёма производства), а товары, производимые субъектами естественной монополии, не могут быть заменены в потреблении другими товарами, в связи с чем спрос на данном товарном рынке на товары, производимые субъектами естественных монополий, в меньшей степени зависит от изменения цены на этот товар, чем спрос на другие виды товаров. При этом может быть такая ситуация, когда услуги компании имеют аналоги, но по общепризнанным нормам такая компания всё равно считается монополией (например, пассажироперевозки ж/д транспортом конкурируют с авиаперевозками, однако некоторые железнодорожные компании всё равно считаются монополией).
- Государственная (закрытая) монополия — монополия, созданная силой законодательных барьеров, определяющих товарные границы монопольного рынка, субъекта монополии (монополиста), формы контроля и регулирования его деятельности, а также компетенцию контролирующего органа. В ряде случаев может использоваться термин неестественная монополия[9].
- Открытая монополия — временная ситуация, существующая в результате появления новой технологии или продукта в период, пока конкуренты не освоили данную технологию и производство данного продукта.

### Другие виды экономических субъектов с привилегированным положением на рынке
- Чистая монополия — ситуация, когда на рынке присутствует только один поставщик данных видов товаров и услуг.
- Конгломерат, Концерн (в юридической практике — группа лиц) — несколько отраслеразнородных, но финансово интегрированных субъектов (например, в России — ЗАО «Газметалл»).
- Картель — договорённость (в том числе неформальная) о единой сбытовой и закупочной политике и, в большинстве случаев, коллективном лоббировании общих интересов предпринимателей, вошедших в объединение. Как правило эта договорённость существует в рамках одной отрасли производства. Например, IG Farben в нацистской Германии.
- Синдикат — сбыт продукции, распределение заказов осуществляется централизованно (например, «Единая торговая компания» на рынке каустической соды).
- Трест — объединение, в рамках которого участники теряют производственную, коммерческую, а порой даже юридическую самостоятельность. Реальная власть в таком объединении принадлежит головной компании (холдинг), под контролем которой находятся нижестоящие предприятия.

## Равновесие фирмы чистой монополии в краткосрочном периоде
Для того, чтобы максимизировать прибыль, фирма-монополист устанавливает оптимальный для себя объём производства. Для этого использует те же способы, что и в совершенной конкуренции, то есть сопоставляет общие доходы и издержки (TR и TC) и предельные доходы и издержки (MR и MC). В то же время использование второго метода имеет свои особенности. В отличие от совершенного конкурента у фирмы монополиста динамика спроса на продукцию фирмы совпадает с динамикой спроса на продукцию отрасли. Из-за того, что разное количество продукции фирма будет продавать по разным ценам, то предельный доход не будет постоянной величиной. По мере увеличения объёма продаж он будет снижаться. Знания о динамике изменения спроса дают возможность изменения динамики MR. Если фирма не будет практиковать дискриминацию цен, то увеличение объёма продаж будет сопровождаться снижением цен и сокращении MR более быстрыми темпами, чем снижение цены.

## Равновесие фирмы чистой монополии в долгосрочном периоде
С учётом факторов монополизации, в большинстве случаев монополия защищена от конкуренции, и в долгосрочном периоде её поведение не будет отличаться от краткосрочного. Однако для ситуации с естественной и открытой монополией могут появляться обстоятельства, приводящие к изменению поведения фирмы. Особенностью естественных монополий являются высокие AC. При этом достижение ACmin не имеет для фирмы экономического смысла, так как она при этом не будет получать прибыль, либо будет нести убытки. Поэтому оптимальный объём производства фирмы будет выбираться в диапазоне, когда присутствует прибыль. Для открытой монополии существует опасность вхождения на рынок новых фирм. Для того, чтобы этого не произошло, первая вошедшая фирма создает на рынке условия схожие с условиями естественных монополий (то есть устанавливает цену ниже оптимального, обеспечивая низкую окупаемость расходов).

## Монополии и эффективность
Согласно стандартной модели, монополист, пытаясь максимизировать свою прибыль, старается поднять цены на свою продукцию, при этом оставляя количество произведенного товара на уровне максимизации прибыли (P>MR=MC), что приводит к неэффективности распределения ресурсов — к чистым издержкам, когда произведено значительно меньше товара, чем нужно для установления равновесия на рынке, будь он совершенно конкурентным, то есть провоцируется ещё и дефицит производимого товара.
Часто утверждают, что монополии со временем становятся менее эффективными и менее инновационными, становясь «самодовольными», поскольку им не обязательно быть эффективными или новаторскими, чтобы конкурировать на рынке.
Примерами эффективности для монополии являются естественные монополии.

## Регулирование монополий
В каждой стране создаются различные органы для регулирования монополий. Их целью является поддержание конкуренции на рынке, контроль над ценами товаров, предотвращение зависимости других фирм от монополий. Для регулирования монополий создается законодательство, в котором указывается правило их функционирования на рынке. По сравнению с другими видами естественные монополии регулировать сложнее всего. Тогда возникает вопрос об экономической обоснованности их деятельности, законодательное установление цен или доходности. Также применяется контроль отношений собственности — выясняются конкретные бенефицианты и лица, принимающие решения о деятельности монополии.
Первым шагом является выявление видов деятельности, которым свойственна естественная монополия. Следующим шагом является проверка обоснованности затрат и цен. После проверки обоснованности затрат и цен и их утверждения государством дальнейшие изменения, которые провоцируют монополии, будут наблюдаться только после проверки антимонопольными органами. Для более эффективного регулирования естественных монополий государство их национализирует. В этом случае наблюдается проблема закрытости информации в деятельности монополий.

## Монополия в главном направлении современной экономической теории
По мнению Арнольда Харбергера, присутствие монополии на рынке ведет к необратимым потерям благосостояния общества.
По мнению Харви Лейбенстайна, у монополии нет стимулов поддерживать эффективное производство (X-эффективность).
Ценами Рамсея называют линейные цены, минимизирующие чистые потери общества при условии, что общая выручка предприятия равна его общим затратам. В этом случае цены будут выше рыночных, но потери общества от монополии будут минимальны.
Согласно мнению Ричарда Познера, монополии создают дополнительные затраты на завоевание и поддержание монопольного положения.

## Монополия доступа
В XXI веке экономисты отмечают появление компаний, монопольный характер которых определяется исключительным правом доступа к тем или иным услугам. Такие компании имеют бизнес-модель т. н. платформенного типа.

## Противодействие монополиям
Американский экономист Милтон Фридман считал, что законы против монополий приносят больше вреда, чем пользы, а ненужным монополиям следует противостоять путём отмены таможенных пошлин и других мер регулирования, поддерживающих монополии.

Монополию очень трудно установить без явной или скрытой поддержки правительства в форме тарифов и тому подобных механизмов. В мировом масштабе это почти невозможно. Единственная известная нам процветающая монополия — это добывающая алмазы компания De Beers. Мы не знаем какие-либо другие монополии, которые смогли бы просуществовать долгое время без правительственной поддержки, — наиболее известными примерами этого являются ОПЕК и созданные ранее картели производителей каучука и кофе. Большинство таких спонсируемых правительствами картелей долго не просуществовало. Они развалились под давлением международной конкуренции. Мы убеждены, что подобная судьба ожидает и ОПЕК. В мире свободной торговли международные картели исчезнут еще быстрее.— Милтон Фридман, Свобода выбирать, с. 70
Однако экономист Стив Х. Ханке считает, что хотя частные монополии, по его мнению, более эффективны, чем государственные, часто в два раза, иногда частные естественные монополии, такие как местное распределение воды, должны регулироваться (а не запрещаться), например, путём ценовых аукционов.
Тем не менее, Томас ДиЛоренцо считает, что в первые годы существования коммунальных компаний, когда не было достаточного регулирования, не было естественных монополий и существовала конкуренция.
Батен, Бьянки и Мозер подготовили исследование, в котором утверждают, что монополии, защищенные патентным законодательством, могут оказывать негативное влияние на создание инноваций в экономике. Они утверждают, что при определенных обстоятельствах принудительное лицензирование — которое позволяет правительствам лицензировать патенты без согласия патентообладателей — может быть эффективным средством стимулирования инноваций путём повышения угрозы конкуренции в областях с низким уровнем конкуренции, существовавшим ранее.